# Jxdn
Jaden Hossler (Dallas, Texas, Estados Unidos; 8 de febrero de 2001), más conocido como Jxdn, es un cantante y compositor estadounidense. Hossler saltó a la fama en la aplicación TikTok en 2019 antes de comenzar una carrera musical a principios de 2020 con el lanzamiento de su sencillo debut «Comatose».

## Primeros años
Jaden Isaiah Hossler nacido el 8 de febrero de 2001 en Dallas, Texas y vivió allí hasta que se mudó a Tennessee a los 14 años. Hossler se crio en un hogar cristiano y creció escuchando rock clásico y música pop. Mientras estaba en la escuela secundaria, había actuado en varias obras de teatro escolares y durante su último año, Hossler escuchó a artistas como Juice Wrld y XXXTentacion mientras luchaba contra la depresión. Hossler declaró que intentó suicidarse dos veces durante el mismo año.

## Carrera artística
En 2019, Hossler se unió a la plataforma de redes sociales TikTok y en el transcurso de unos meses ganó millones de seguidores en la aplicación con un total de 7.6 millones en agosto de 2020. Luego de su paso en la plataforma, Hossler fue invitado a unirse a la agencia de talentos Talent X y Sway House, un colectivo de creadores de contenido con sede en Los Ángeles.
Hossler comenzó su carrera musical en febrero de 2020, cuando lanzó su sencillo debut «Comatose». El sencillo llamó la atención del músico estadounidense Travis Barker, quien lo contrató con su sello DTA Records en un acuerdo conjunto con Elektra Records. En mayo y julio de 2020, respectivamente, lanzó los sencillos «Angels & Demons» y «So What». En agosto de 2020, lanzó la canción «Pray» en la que habla sobre su depresión y pensamientos suicidas. El 21 de octubre, lanzó una colaboración con Iann Dior, titulada «Tonight». Dos meses después, lanzó el sencillo «Better Off Dead», coescrito por Lauv y Blackbear con la coproducción de Travis Barker. Ese mismo mes reveló el título de su próximo álbum de estudio debut Tell Me About Tomorrow, cuyo lanzamiento estaba previsto para principios de 2021.
En enero de 2021, apareció en la película Downfalls High de Machine Gun Kelly. Más tarde, ese mismo mes, lanzó una versión rock del sencillo debut de Olivia Rodrigo «Drivers License» con la producción de Travis Barker. Al mes siguiente, formó parte del sencillo «La Di Die» de Nessa Barrett. En julio de 2021 lanzó su álbum debut Tell Me About Tomorrow, que habla sobre los problemas del alcohol, las drogas y los problemas amorosos.
El 28 de junio lanzó su sencillo "28" (songs for cooper) que contiene dos canciones "beautiful boy" y "Even In The Dark" el sencillo lo lanzó en honor a su mejor amigo Cooper Noriega quien facellio el 9 de junio debido a una sobredosis.

## Problemas legales
El 25 de mayo de 2020, mientras realizaban un viaje por carretera en el condado de Lee, Texas, Hossler y su compañero Bryce Hall, miembro de Sway House, fueron arrestados por cargos de posesión de drogas. Hossler fue acusado de posesión de una sustancia controlada entre 4 y 400 gramos y fue liberado bajo fianza.

## Filmografía
| Año  | Título         | Papel | Ref.  |
| ---- | -------------- | ----- | ----- |
| 2021 | Downfalls High | Jock  | [ 8 ] |

## Discografía

### Álbumes de estudio
| Títulos                | Detalles                                                                 |
| ---------------------- | ------------------------------------------------------------------------ |
| Tell Me About Tomorrow | - Lanzamiento: 2 de julio de 2021 - Formato: Descarga digital, streaming |

### Sencillos
| Año                                                                            | Sencillo                  | Posiciones en listas | Posiciones en listas | Posiciones en listas | Posiciones en listas | Álbum                  |
| Año                                                                            | Sencillo                  | EE. UU. Bub.         | EE. UU. Rock         | IRL                  | NZ                   | Álbum                  |
| ------------------------------------------------------------------------------ | ------------------------- | -------------------- | -------------------- | -------------------- | -------------------- | ---------------------- |
| 2020                                                                           | «Comatose»                | —                    | 25                   | —                    | —                    | Sin álbum              |
| 2020                                                                           | «Angels & Demons»         | 22                   | 5                    | 64                   | 16                   | Sin álbum              |
| 2020                                                                           | «So What»                 | —                    | 10                   | 77                   | 12                   | Sin álbum              |
| 2020                                                                           | «Pray»                    | —                    | 45                   | —                    | 38                   | Sin álbum              |
| 2020                                                                           | «Tonight» (con Iann Dior) | —                    | 29                   | —                    | —                    | Sin álbum              |
| 2020                                                                           | «Better Off Dead»         | —                    | 37                   | —                    | 22                   | Tell Me About Tomorrow |
| 2021                                                                           | «Drivers License»         | —                    | —                    | —                    | —                    | Sin álbum              |
| 2021                                                                           | «Think About Me»          | —                    | 31                   | —                    | —                    | Tell Me About Tomorrow |
| «—» indica que el sencillo no fue lanzado o no se posicionó en ese territorio. |                           |                      |                      |                      |                      |                        |

#### Como artista invitado
| Año                                                                            | Sencillo                                  | Posiciones en listas | Posiciones en listas | Posiciones en listas | Álbum                            |
| Año                                                                            | Sencillo                                  | EE. UU. Rock         | IRL                  | NZ                   | Álbum                            |
| ------------------------------------------------------------------------------ | ----------------------------------------- | -------------------- | -------------------- | -------------------- | -------------------------------- |
| 2021                                                                           | «This Ain't a Scene» (con Audio Chateau]) | —                    | —                    | —                    | Valentine Day In Hell Soundtrack |
| 2021                                                                           | «La Di Die» (con Nessa Barrett)           | 11                   | 45                   | 9                    | La Di Die feat. jxdn             |
| 2021                                                                           | «I'm Dead» (con Nessa Barrett)            | —                    | —                    | —                    | Prom In Hell Soundtrack          |
| «—» indica que el sencillo no fue lanzado o no se posicionó en ese territorio. |                                           |                      |                      |                      |                                  |